# Bongseon-dong
Bongseon-dong (koreanska: 봉선동) är en stadsdel i staden Gwangju i den sydvästra delen av Sydkorea, 270 km söder om huvudstaden Seoul. Den ligger i stadsdistriktet Nam-gu.

## Indelning
Administrativt är Baegun-dong indelat i:
| Namn    | Namn                | Yta i km² | Invånare 31 dec 2018 |
| ------- | ------------------- | --------- | -------------------- |
| 봉선1동 | Bongseon 1(il)-dong | 0,83      | 15 935               |
| 봉선2동 | Bongseon 2(i)-dong  | 1,80      | 30 187               |